# Средиземноморские сухие редколесья и степи
Средиземноморские сухие редколесья и степи — экологический регион, находящийся к северу от пустыни Сахара. Простирается от центральных и восточных регионов Марокко до Туниса, а также охватывает часть побережья Ливии и Египта. Статус сохранности экорегиона оценивается как уязвимый.

## Климат
Климат в основном засушливый, годовое количество осадков варьируется от 100 до 300 мм. Зимой температура может опускаться до 0 °C, а летом достигать 40 °C, при этом среднегодовая температура составляет около 18 °C.

## Флора и фауна
Флора в основном состоит из широко распространённых видов, хотя встречается ряд эндемичных растений. Экорегион, возможно, когда-то был покрыт лесами, но сегодня здесь преобладает кустарниковая растительность. Сохранились некоторые участки леса, состоящие в основном из видов дуб каменный, можжевельник красноплодный и сосна алеппская, особенно в горах. В настоящее время большая часть ландшафта покрыта пастбищами, почти состоящими из видов эспарто и Lygeum spartum, чередующихся с участками кустарников.
На южной стороне двух блоков Атласских гор растительность состоит из видов можжевельник красноплодный, сосна алеппская, дальше вглубь суши в основном произрастают можжевельник красноплодный и эспарто. На высоком плато растительность зависит от различных факторов. В более песчаных местах произрастают Aristida pungens, Thymeleae muicrophila и ряд других. Около Эль-Джебель-эль-Ахдара в Ливии есть важный анклав экорегиона, где произрастает около 100 эндемичных видов растений, в том числе Arbutus pavarii, Crocus boulosii и Cyclamen rohlfsianum.
Фауна в основном состоит из широко распространённых видов. Эндемичных позвоночных в экорегионе немного. Существует ряд почти эндемичных видов млекопитающих, в том числе нофилийская песчанка, песчанка Андерсона, песчанка Гроббена, песчанка Латаста и полёвка Гюнтера. Среди других млекопитающих обитают гривистые бараны, некоторые популяции газелей, включая газель Кювье, может встречаться местный подвид полосатой гиены.
Среди рептилий, амфибий и птиц почти эндемичные виды встречаются редко.
Экорегион поддерживает ряд видов, которые имеют более строгое палеарктическое родство, например, выдра, кабан и обыкновенная лисица. Палеарктические рептилии и амфибии также встречаются, например, Sclerophrys regularis, зелёная жаба, обыкновенный уж и озёрная лягушка.

## Состояние экорегиона
Население экорегиона невелико, типичная плотность населения — 1—5 чел. на км². Большинство людей не имеет постоянного проживания, однако в прибрежных городах есть несколько постоянных поселений, которые в основном занимаются рыболовством. Оседлое земледелие происходит только в долинах рядом с источниками воды. Традиционное сельское хозяйство варьируется в зависимости от выпадения осадков и возможно в благоприятных районах, здесь люди выращивают корма для животных и сельскохозяйственные культуры для собственного пропитания.
В настоящее время экорегиону угрожает переход от кочевого скотоводства к оседлому земледелию и выпасу скота. Считается, что это приводит к опустыниванию в этом районе. Популяции многих животных сократились, а некоторые были полностью истреблены из-за деятельности человека. Другие угрозы — удаление оставшейся древесной растительности и чрезмерный выпас скота.
Имеется некоторое количество охраняемых территорий. В Ливии это национальный парк Караболли, природный заповедник Бир-Айяд и Нефхуса. В Алжире это природный заповедник Мергеб, пока ещё не признанный юридически, и охотничий заповедник Джельфа. В Тунисе это два национальных парка — Джебель-Бу-Хедма и Джебель-Шамби.

## Провинции, полностью или частично расположенные в экорегионе
- Алжир: Батна, Бешар, Бордж-Бу-Арреридж, Бискра, Буира, Джельфа, Лагуат, Медеа, Мсила, Наама, Саида, Сетиф, Сиди-Бель-Аббес, Тебесса, Тиарет, Тлемсен, Улед-Джеллал, Умм-эль-Буаги, Хеншела, Эль-Баяд;
- Египет: Александрия, Бухейра, Кафр-эш-Шейх, Матрух;
- Ливия: Бенгази, Дерна, Мисурата, Налут, Сурт, Триполи, Эз-Завия, Эль-Вахат, Эль-Джебель-эль-Ахдар, Эль-Джебель-эль-Гарби, Эль-Джифара, Эль-Маргаб, Эль-Мардж, Эн-Нугат-эль-Хумс;
- Марокко: Восточная область, Драа — Тафилалет, Фес — Мекнес;
- Тунис: Габес, Гафса, Кассерин, Кебили, Махдия, Сиди-Бу-Зид, Сфакс, Таузар.